# Cá heo hông trắng Thái Bình Dương
Lagenorhynchus obliquidens là một loài động vật có vú trong họ Delphinidae, bộ Cetacea. Loài này được Gill mô tả năm 1865.

## Hình ảnh

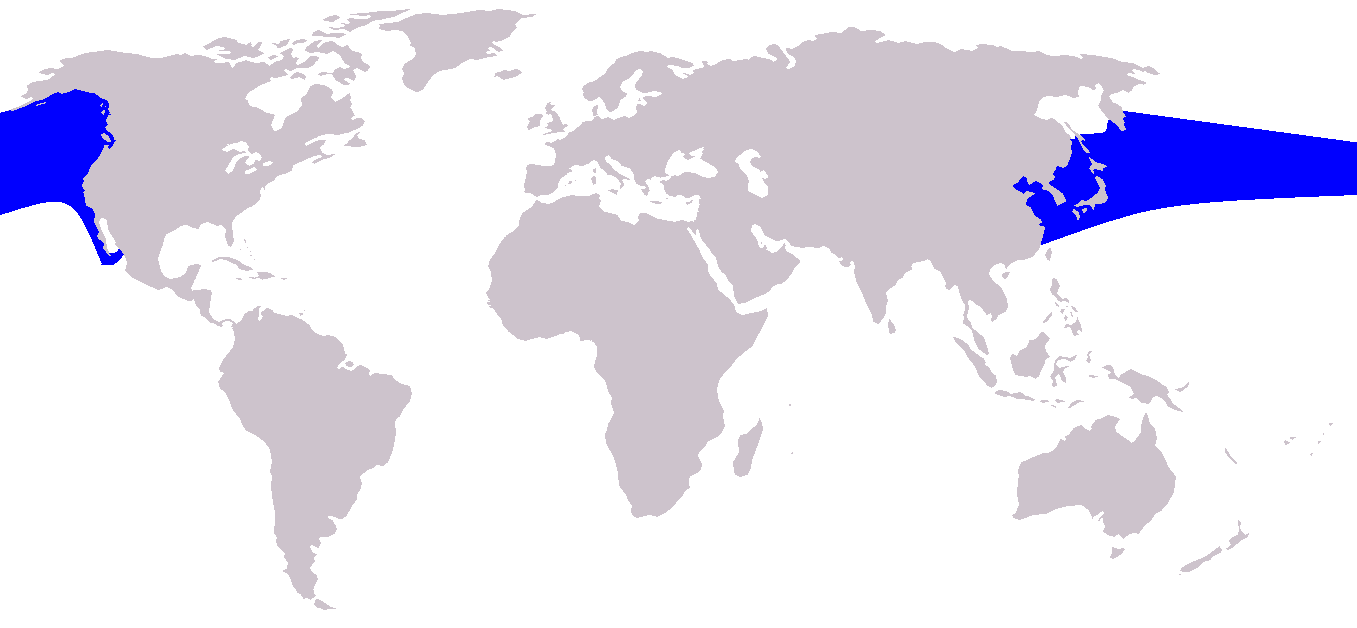
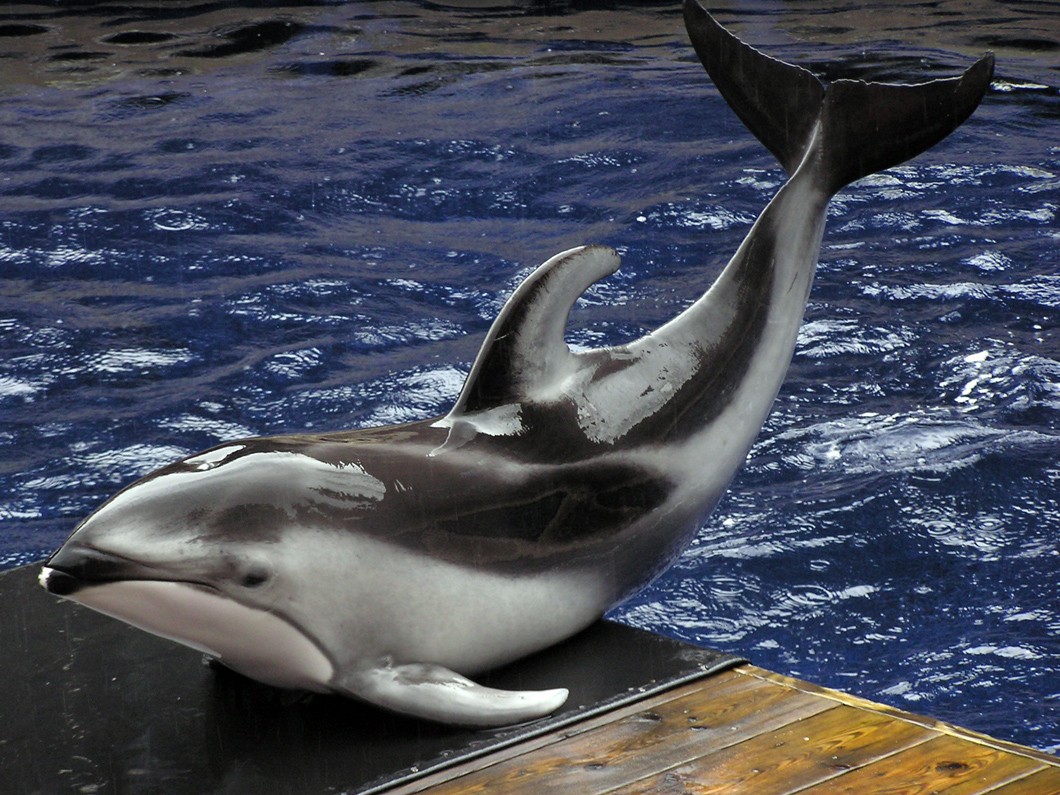
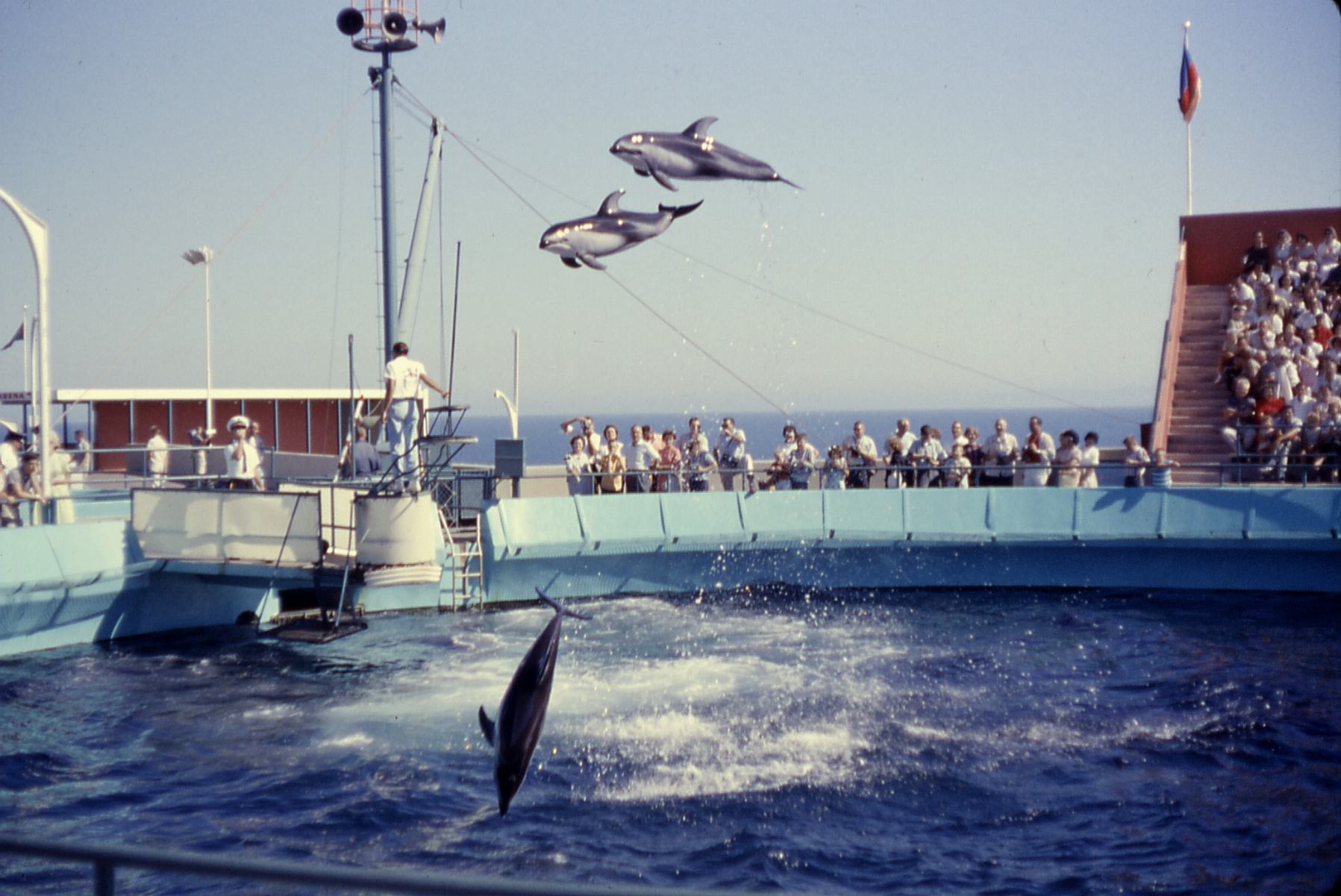
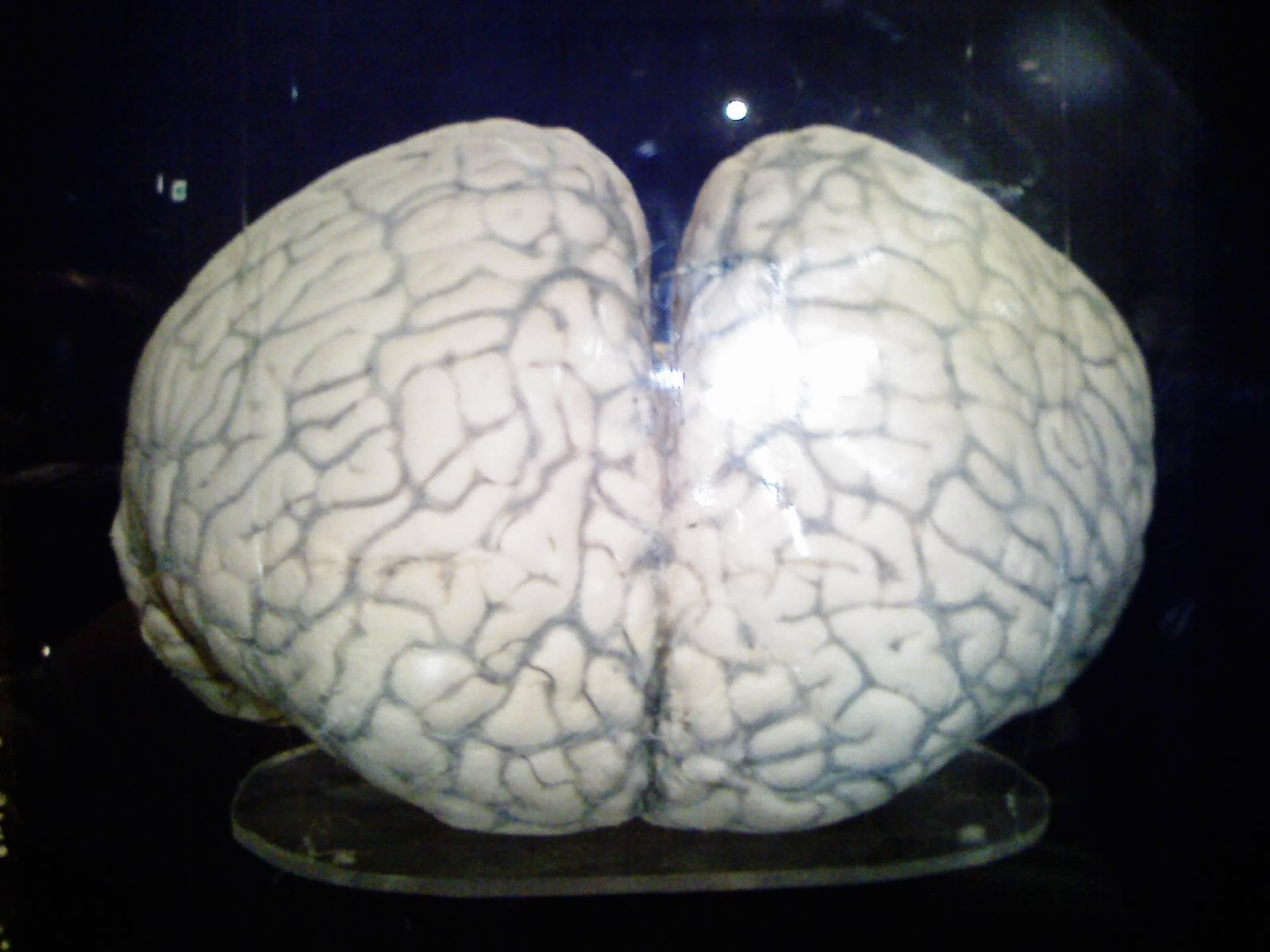